# ناوچه کلاس یاووز
ناوچه کلاس یاووز (به انگلیسی: Yavuz-class frigate) یک کلاس از کشتی است که طول آن 110.50 m می‌باشد.